# Ein deutsches Dorf
Ein deutsches Dorf ist ein Multimedia-Projekt des 37. Studienjahrgangs (2017) der Journalistenschule Henri-Nannen-Schule in Hamburg.

## Beschreibung des Projekts
16 junge Journalisten
lebten und recherchierten vierzehn Tage lang in der Gemeinde Werpeloh im Landkreis Emsland in Niedersachsen für eine „Nahaufnahme der deutschen Provinz“ (Zitat aus dem Projekt). Sie nahmen am Dorfleben teil und berichteten über ein breites Spektrum von Erlebnissen, Gesprächen, Beobachtungen, Fakten, Vorurteilen und Gedanken.
Werpeloh wird in der Reportage als ein durchschnittliches Dorf bezeichnet, eine von beinahe 6000 deutschen Ortschaften mit weniger als 2000 Einwohnern.

„Werpeloh: kleines Dorf im Emsland, 1200 Einwohner, eine Kirche, eine Kneipe, ansonsten viele Schweine, Kornfelder, Windräder.“

Das Projekt gliedert sich in vier Bereiche:
- Schwarz (Untertitel Tradition und Treue)
mit Porträts und Themen wie abwandernde und zurückkehrende Jugend, Schützenfest, Vorurteile
- Brot (Acker und Arbeit)
Themen: Kirche, Landmaschinen, Landwirtschaft, Migration, Subventionspolitik
- Gold (Herz und Scherz)
Themen: Dorfklatsch und Dorfleben, ironische „Kunstkritik“, Musikgeschmack, Schicksale
- Das Projekt
Themen: Editorial, Das Team,[1] Statistiken, Feedback der Bewohner

Für die einzelnen Komponenten werden journalistische Darstellungsformen wie Reportage und Bericht in Text und Video, Feature, Essay und Interview angewendet. Das Resultat präsentieren die Autoren auf der Website eindeutschesdorf.de.

## Rezeption
Ein deutsches Dorf wurde in Teilen in den Zeitungen Die Zeit und Weser-Kurier abgedruckt. Einige Beiträge wurden auch in das Zeit-Ressort #D17, eine Serie von Geschichten aus der Provinz, übernommen.
Der Stern übernahm einen Beitrag des preisgekrönten Projektes. Der Blogger Robert Koop aus Lingen (Ems) schrieb ausführlich über das prämierte Werk und fand darin Authentisches.
Das Goethe-Institut Ungarn berichtet von einem „Nachahmer“-Projekt in Ungarn.

## Auszeichnungen
- Grimme Online Award 2018.[9][10]